# Marcussen & Søn
Marcussen & Søn ist ein dänisches Orgelbauunternehmen. Es ist auch unter dem Namen Marcussen oder vormals Marcussen & Reuter bekannt. Das Familienunternehmen wird seit 2002 in der siebten Generation von Claudia Zachariassen geleitet. Es fertigte mehr als 1100 Instrumente an, die auch in zahlreiche Länder exportiert wurden, darunter Deutschland, USA, Japan und Südafrika.

## Geschichte
Das Orgelbau-Unternehmen Marcussen wurde 1806  von Jürgen Marcussen (1781–1860) gegründet und war mit der ersten Werkstatt in Vester Sottrup (Sottrup Sogn) ansässig. 1811 verlieh ihm König Friedrich VI. die Konzession als Orgelbauer. 1826 nahm Marcussen seinen deutschen Gesellen und Freund Andreas Reuter, den Erfinder der Stimmschlitze, als Teilhaber in die Firma auf. Sie firmierten nun unter Marcussen & Reuter. Seit 1830 hat die Firma ihren Sitz in der Stadt Aabenraa. Nach dem Tod von Andreas Reuter im Jahr 1847 – im selben Jahr, als der Dom im südschwedischen Lund eine Marcussen-Orgel erhielt – beteiligte Marcussen im Jahr 1848 seinen Sohn Jürgen Andreas Marcussen an der Firma, weshalb die Firma von Marcussen & Reuter umfirmiert wurde und den Namen Marcussen & Søn erhielt. Nach dem Tod des Firmengründers im Jahr 1860 wurde Jürgen Andreas Marcussen alleiniger Eigentümer des Unternehmens. 1880 wurde sein als Nachfolger vorgesehenen Sohn Hartvig Alexander Marcussen (* 1859) Teilhaber. Vor Ende des 19. Jahrhunderts wurde Johannes (Jens) Lassen Zachariassen (1864–1922), ein Urenkel des Gründers, in der Firma aufgenommen. In den 1880er und 1890er Jahren nahm er die Aufgaben von Marcussen & Søn in Finnland wahr. Nach dem Tod von Hartvig Alexander Marcussen 1897 wurde Zachariassen zunächst Partner im Betrieb und nach Marcussens Tod 1902 angestellter Direktor.
Die ersten Kirchenorgeln, die das Unternehmen herstellte, waren im barocken Stil. Ab der Mitte des 19. Jahrhunderts orientierte man sich am Musikgeschmack der Romantik. 1887 baute Hartvig Alexander Marcussen zur Probe erstmals ein Instrument mit Röhrenpneumatik. Mit Beginn des 20. Jahrhunderts wurde dagegen mehr Wert auf technische Neuerungen gelegt, z. B. verbesserte Pneumatik, die die mechanischen Trakturen verdrängte, und Elektrifizierung der Orgeln. Dies stellte sich jedoch schnell als Fehlentwicklung heraus. Unter Jens Lassen Zachariassens Sohn, Sybrand Zachariassen (1900–1960), der die Firma in den 1920er Jahren übernahm, kehrte man zur mechanischen Orgel mit offener Intonation zurück. Damit setzte sich Marcussen & Søn als eine der ersten Orgelbaufirmen in Europa früh mit den Einflüssen der Orgelbewegung auseinander. Unter Sybrand Jürgen Zachariassen (1931–2012) erlangte Marcussen & Søn im Laufe des 20. Jahrhunderts internationales Ansehen und weitete sein Tätigkeitsfeld auch über Europa hinaus aus. Neben dem Neubau von Instrumenten werden auch Orgelrestaurierungen vorgenommen (u. a. im Dom zu Roskilde).
Das Unternehmen Marcussen & Søn blieb in Händen der Familie Zachariassen, bis es im Jahr 1994 zur Kapitalisierung durch Umwandlung in eine Aktiengesellschaft kam. Sybrands Tochter Claudia Zachariassen leitet als CEO in 7. Generation das Unternehmen zusammen mit dem 2019 beteiligten Verkaufsdirektor Daniel S. Christensen, der ebenfalls aus der Branche Orgelbau stammt. Das Unternehmen schuf im Laufe der Jahre rund 1125 Kirchen- und Konzertorgeln (davon etwa 400 seit dem Jahr 1960) und leistete unzählige Reparatur- und Instandhaltungsarbeiten weltweit. Große Beachtung im europäischen Raum erzielte die Firma mit stilbildenden großen Instrumenten: 1968 im Neuen Dom zu Linz (70/IV/P) und 1973 in der Sint-Laurenskerk in Rotterdam (84/IV/P), beide mit mechanischer Spiel- und Registertraktur.

## Werkliste (Auswahl)
| Jahr      | Ort                              | Kirche                         | Bild | Manuale | Register | Bemerkungen |
| --------- | -------------------------------- | ------------------------------ | ---- | ------- | -------- | --- |
| 1819–1820 | Sieseby                          | Kirche Sieseby                 |      | II/P    | 17       | Transmissionen im Oberwerk und Pedal, 1893 erweitert, 1969 durch ein neues Werk ersetzt, das ursprüngliche Werk befindet sich in der Marienkirche Hadersleben |
| 1829      | Christiansborg                   | Schlosskirche                  |      | III/P   | 38       | 2009 restauriert durch Marcussen & Søn |
| 1844      | Vester Sottrup                   | Sottrup Kirke                  |      | II/P    | 15       | |
| 1845      | Flintbek                         | Flintbeker Kirche              |      | I/P     | 10       | Im Jahr 1972 unter Verwendung der alten Pfeifen durch die Firma Tolle und Neuthor aus Preetz umgebaut |
| 1852      | Kirchbarkau                      | St. Katharinen                 |      | II/P    | 18       | |
| 1857      | Breklum                          | St. Olaf                       |      | II/P    | 15       | 2021 Restaurierung durch Paschen Kiel Orgelbau GmbH → Orgel |
| 1859      | Grube / Holstein                 | St.-Jürgen-Kirche              |      | II/P    | 16       | 2007 restauriert von Orgelbau Neuthor, Kiel |
| 1864      | Sankt Annen                      | St. Annen                      |      | I/P     | 8        | |
| 1867      | Ahrensbök                        | Marienkirche                   |      | II/P    | 24       | |
| 1867      | Breitenfelde                     | Kirche Breitenfelde            |      | II/P    | 17       | |
| 1868      | Krusendorf                       | Dreifaltigkeitskirche          |      | II/P    | 15       | |
| 1873      | Nübel                            | Marienkirche                   |      | I/P     | 9        | |
| 1874      | Emmelsbüll                       | Rimbertikirche                 |      | I/P     | 10       | Älteste Orgel der Wiedingharde |
| 1874      | Hattstedt                        | St. Marien                     |      | II/P    | 14       | 1987 restauriert |
| 1878      | Brokdorf                         | St. Nikolaus                   |      | I/p     | 5        | → Orgel |
| 1880      | Lübeck-Kücknitz                  | St. Joseph                     |      | I/P     | 10       | ursprünglich für das Lehrseminar in Bad Segeberg gebaut (I/P/5), 1927 umgesetzt, 1981–1982 Erweiterung |
| 1880      | Rieseby                          | St.-Petri-Kirche               |      | II/P    | 15       | 1959 neobarock umgestaltet, 1976, 1992 und 2014 überholt → Orgel |
| 1885      | Handewitt                        | Kirche Handewitt               |      | II/P    | 18       | 1960 von der Firma Kemper in Lübeck durch den Orgelbauer Buchholtz aus Flensburg renoviert. |
| 1885      | Warder                           | Kirche zu Warder               |      | II/P    | 13       | 1974 restauriert durch Marcussen → Orgel |
| 1890      | Siebenbäumen                     | St. Marien                     |      | II/P    | 12       | 1978 umgestaltet, 2011 durch Paschen rekonstruiert |
| 1891      | Galmsbüll                        | St. Gallus                     |      | I/P     | 9        | Prospektgehäuse von Heinrich Sauermann |
| 1891      | Ratekau                          | Feldsteinkirche                |      | II/P    | 21       | Ursprünglich II/19, 1959 von Firma E. Kemper & Sohn barockisiert, 1982/83 von G. Christian Lobback wieder dem Originalzustand angenähert und auf II/21 erweitert                                                                                                 |
| 1910      | Uelvesbüll                       | St. Nikolai                    |      | I/P     | 10       | |
| 1912      | Hamburg                          | St.-Michaelis-Kirche           |      | II/P    | 42       | Eine der fünf Orgeln der Kirche: „Konzertorgel“ auf der Nordempore; in den 1950er Jahren durch die Orgelbauwerkstatt Walcker stark umgearbeitet, 2009/2010 durch Klais Orgelbau und Freiburger Orgelbau wieder auf den Originalzustand zurückgeführt. Vgl. Orgel |
| 1940      | Kopenhagen                       | Grundtvigskirche               |      | III/P   | 37       | Chororgel |
| 1944      | Jægersborg (Gentofte)            | Jægersborg Kirke               |      | III/P   | 25       | restauriert 1982 → Orgel |
| 1948      | Haderslev                        | Marienkirche Hadersleben (Dom) |      | IV/P    | 71(73)   | |
| 1952      | Varde                            | Jacobikirche                   |      | III/P   | 33       | Gespielt von Marie-Claire Alain in ihrer ersten Aufnahme des gesamten Orgelwerkes von J.S.Bach. in 1959; ihr Favorit unter den dänischen Orgeln dieser Zeit. |
| 1953–1956 | Aabenraa                         | Nikolaikirche                  |      | III/P   | 31       | → Orgel |
| 1956      | Utrecht                          | Nicolaïkerk                    |      | III/P   | 33       | |
| 1959      | Helsinki                         | Meilahden kirkko               |      | III/P   | 40       | überholt 1994 u. 2001 → Orgel |
| 1960      | Stockholm                        | Storkyrkan                     |      | IV/P    | 53       | → Orgel |
| 1962      | Skagen                           | Skagen Kirke                   |      | III/P   | 31       | |
| 1963      | Schleswig                        | St.-Petri-Dom                  |      | III/P   | 51       | Neubau hinter Prospekt von 1701 |
| 1963      | Hamburg                          | Kirche zu den Zwölf Aposteln   |      | II/P    | 18       | |
| 1964      | Moerdijk                         | St. Stefanuskerk               |      | III/P   | 28       | |
| 1965      | Freiburg im Breisgau             | Freiburger Münster             |      | II/P    | 21       | Eine von vier Orgeln des Freiburger Münsters: Langhausorgel (Schwalbennestorgel), einzeln und im Verbund vom Zentralspieltisch aus spielbar |
| 1966      | Strandby (Frederikshavn Kommune) | Strandby Kirke                 |      | II/P    | 10       | |
| 1966      | Den Haag                         | Kloosterkerk                   |      | III/P   | 40       | |
| 1967      | Helsinki                         | Dom                            |      | IV/P    | 57       | |
| 1968      | Seester (Schleswig-Holstein)     | St. Johannes                   |      | II/P    | 18       | Rein mechanisch, von den 18 Registern 1 Tremulant. Zweiteilig aufgebaut, Organist sitzt zwischen den Teilen. |
| 1968      | Linz                             | Mariä-Empfängnis-Dom           |      | IV/P    | 70       | |
| 1970      | Lübeck                           | Lübecker Dom                   |      | III/P   | 47       | |
| 1973      | Rotterdam                        | Laurenskerk (Rotterdam)        |      | IV/P    | 85       | |
| 1974      | Frederikshavn                    | Frederikshavn Kirke            |      | III/P   | 37       | |
| 1977/2010 | Meldorf                          | St. Johannis                   |      | III/P   | 43       | |
| 1980      | Hameln                           | Münster St. Bonifatius         |      | III/P   | 28       | |
| 1983      | Büsum                            | St.-Clemens-Kirche             |      | II/P    | 26       | |
| 1988      | Mannheim                         | Christuskirche                 |      | II/P    | 31       | |
| 1991      | Köln-Roggendorf/Thenhoven        | St. Johann Baptist             |      | II/P    | 18       | → Orgel |
| 1995      | Kopenhagen                       | Frauenkirche (Vor Frue Kirke)  |      | IV/P    | 87       | |
| 1995      | Oldenburg                        | Klinikum Oldenburg             |      | II/P    | 11       | → Orgel |
| 1996      | Hammelev                         | Kirke                          |      | II/P    | 12       | 4 Wechselschleifen → Orgel |
| 1996/2011 | Birmingham                       | Bridgewater Concert-Hall       |      | IV/P    | 76       | |
| 1997      | Meppen                           | Gustav-Adolf-Kirche            |      | II/P    | 27       | |
| 2000/2001 | Wesel                            | Willibrordi-Dom                |      | III/P   | 56       | |
| 2010      | Mosjøen                          | Dolstad kirke                  |      | II/P    | 29       | |
| 2010      | Hammerfest                       | Hammerfest kirke               |      | II/P    | 30       | |
| 2011      | Asker                            | Holmen kirke                   |      | II/P    | 26       | |
| 2011      | Oppdal                           | Oppdal kirke                   |      | II/P    | 26       | |
| 2015      | Süderlügum                       | Marien-Kirche                  |      | II/P    | 21       | Historische Rokoko-Prospektteile aus dem 18. Jahrhundert |